# 巫鴻
巫鴻（1945年—），籍贯江苏句容，是一位華裔美國艺术史學家。

## 生平
巫鴻出生於四川省樂山市，父親巫寶三（1905-1999）為中國著名經濟學家。1963-1968年就讀中央美術學院美術史系。1972-1978年任職北京故宮博物院書畫組、金石組。1978-1980年就讀中央美術學院美術史系碩士班。1980-1987年就讀美國哈佛大學，獲美術史與人類學雙重博士學位。 1994年起任教芝加哥大學藝術史學系，主持亞洲藝術的教學、研究項目至今。2002年創建芝加哥大學東亞藝術研究中心並任主任，同年兼任該校斯馬特美術館（Smart Museum of Art）顧問策展人至今。

## 研究領域
巫鴻研究領域橫跨中國傳統藝術與當代藝術，他嘗試以不同方式將傳統和現代/當代中國藝術中的分離階段融入新的藝術歷史敘事中，他正在進行的一些項目也沿著這個方向探討藝術媒介：圖像形象和建築空間之間的相互關係，中國藝術與視覺文化中缺席與存在的辯證關係，以及藝術話語與實踐之間的關係。

## 榮譽
2019, 美國國家美術館梅隆美術講座（A.W. Mellon Lecture）
2018, 芝加哥大學Nuveen講座
2018, 全美高校藝術協會（College Art Association of America (CAA)）傑出學者獎
2016, 牛津大學斯雷特系列講座（The Slade Lectures）
2013, 史丹佛大學藝術博物館Christensen傑出獎座
2008, 美國美術家聯合會美術史教學特殊貢獻獎
2008, 全美高校藝術協會傑出教學獎
2007, 美國文理科學院終身院士
2007, 芝加哥大學研究生教學獎
1994, 芝加哥大學斯德本特殊貢獻中國藝術史（Harrie A. Vanderstappen Distinguished Service Professor in Chinese Art History）講座教授
1991, 《武梁祠：中國古代畫像藝術的思想性》獲選列文森圖書獎

## 中文著作
(2025). 材料与谱系。上海：上海书画出版社。
(2024). 偶遇。上海：上海三聯書店。
(2024). 全球景观中的中国古代艺术。北京：生活·讀書·新知三聯書店。
(2024). 天人之际。北京：生活·讀書·新知三聯書店。
(2021). 物·画·影: 穿衣镜全球小史。上海：上海人民出版社。
(2018). 中國繪畫中的「女性空間」。北京：生活·讀書·新知三聯書店。
(2018). 「空間」的美術史。上海：上海人民出版社。
(2017). 全球景觀中的中國古代藝術。北京：生活·讀書·新知三聯書店。
(2017). 重屏：中國繪畫中的媒材與再現。上海：上海人民出版社。
(2017). 中國古代藝術與建築中的「紀念碑性」。上海：上海人民出版社。
(2016). 美術史十議。北京：生活·讀書·新知三聯書店。
(2016). 時空中的美術。北京：生活·讀書·新知三聯書店。
(2016). 禮儀中的美術。北京：生活·讀書·新知三聯書店。
(2016). 黃泉下的美術：宏觀中國古代墓葬。北京：生活·讀書·新知三聯書店。
(2015). 武梁祠：中國古代畫像藝術的思想性。北京：生活·讀書·新知三聯書店。